# Llista d'asteroides/71001–71100
| Nom             | Designació provisional | Data de descobriment | Lloc de descobriment | Descobridor/s        |
| --------------- | ---------------------- | -------------------- | -------------------- | -------------------- |
| 71001 Natspasoc | 1999 XL37              | 7 de desembre, 1999  | Fountain Hills       | C. W. Juels          |
| 71002 -         | 1999 XO37              | 7 de desembre, 1999  | Črni Vrh             | Črni Vrh             |
| 71003 -         | 1999 XD38              | 3 de desembre, 1999  | Uenohara             | N. Kawasato          |
| 71004 -         | 1999 XF38              | 3 de desembre, 1999  | Nachi-Katsuura       | Y. Shimizu, T. Urata |
| 71005 -         | 1999 XN41              | 7 de desembre, 1999  | Socorro              | LINEAR               |
| 71006 -         | 1999 XQ42              | 7 de desembre, 1999  | Socorro              | LINEAR               |
| 71007 -         | 1999 XA43              | 7 de desembre, 1999  | Socorro              | LINEAR               |
| 71008 -         | 1999 XS43              | 7 de desembre, 1999  | Socorro              | LINEAR               |
| 71009 -         | 1999 XY44              | 7 de desembre, 1999  | Socorro              | LINEAR               |
| 71010 -         | 1999 XD45              | 7 de desembre, 1999  | Socorro              | LINEAR               |
| 71011 -         | 1999 XE45              | 7 de desembre, 1999  | Socorro              | LINEAR               |
| 71012 -         | 1999 XH49              | 7 de desembre, 1999  | Socorro              | LINEAR               |
| 71013 -         | 1999 XG50              | 7 de desembre, 1999  | Socorro              | LINEAR               |
| 71014 -         | 1999 XW52              | 7 de desembre, 1999  | Socorro              | LINEAR               |
| 71015 -         | 1999 XM55              | 7 de desembre, 1999  | Socorro              | LINEAR               |
| 71016 -         | 1999 XR55              | 7 de desembre, 1999  | Socorro              | LINEAR               |
| 71017 -         | 1999 XW55              | 7 de desembre, 1999  | Socorro              | LINEAR               |
| 71018 -         | 1999 XC57              | 7 de desembre, 1999  | Socorro              | LINEAR               |
| 71019 -         | 1999 XK57              | 7 de desembre, 1999  | Socorro              | LINEAR               |
| 71020 -         | 1999 XW58              | 7 de desembre, 1999  | Socorro              | LINEAR               |
| 71021 -         | 1999 XY58              | 7 de desembre, 1999  | Socorro              | LINEAR               |
| 71022 -         | 1999 XD59              | 7 de desembre, 1999  | Socorro              | LINEAR               |
| 71023 -         | 1999 XT60              | 7 de desembre, 1999  | Socorro              | LINEAR               |
| 71024 -         | 1999 XU60              | 7 de desembre, 1999  | Socorro              | LINEAR               |
| 71025 -         | 1999 XZ60              | 7 de desembre, 1999  | Socorro              | LINEAR               |
| 71026 -         | 1999 XD62              | 7 de desembre, 1999  | Socorro              | LINEAR               |
| 71027 -         | 1999 XS62              | 7 de desembre, 1999  | Socorro              | LINEAR               |
| 71028 -         | 1999 XJ66              | 7 de desembre, 1999  | Socorro              | LINEAR               |
| 71029 -         | 1999 XS66              | 7 de desembre, 1999  | Socorro              | LINEAR               |
| 71030 -         | 1999 XM67              | 7 de desembre, 1999  | Socorro              | LINEAR               |
| 71031 -         | 1999 XE68              | 7 de desembre, 1999  | Socorro              | LINEAR               |
| 71032 -         | 1999 XE70              | 7 de desembre, 1999  | Socorro              | LINEAR               |
| 71033 -         | 1999 XU70              | 7 de desembre, 1999  | Socorro              | LINEAR               |
| 71034 -         | 1999 XK71              | 7 de desembre, 1999  | Socorro              | LINEAR               |
| 71035 -         | 1999 XR71              | 7 de desembre, 1999  | Socorro              | LINEAR               |
| 71036 -         | 1999 XR72              | 7 de desembre, 1999  | Socorro              | LINEAR               |
| 71037 -         | 1999 XF73              | 7 de desembre, 1999  | Socorro              | LINEAR               |
| 71038 -         | 1999 XL73              | 7 de desembre, 1999  | Socorro              | LINEAR               |
| 71039 -         | 1999 XZ73              | 7 de desembre, 1999  | Socorro              | LINEAR               |
| 71040 -         | 1999 XG74              | 7 de desembre, 1999  | Socorro              | LINEAR               |
| 71041 -         | 1999 XQ74              | 7 de desembre, 1999  | Socorro              | LINEAR               |
| 71042 -         | 1999 XN77              | 7 de desembre, 1999  | Socorro              | LINEAR               |
| 71043 -         | 1999 XB78              | 7 de desembre, 1999  | Socorro              | LINEAR               |
| 71044 -         | 1999 XT81              | 7 de desembre, 1999  | Socorro              | LINEAR               |
| 71045 -         | 1999 XY84              | 7 de desembre, 1999  | Socorro              | LINEAR               |
| 71046 -         | 1999 XC85              | 7 de desembre, 1999  | Socorro              | LINEAR               |
| 71047 -         | 1999 XC86              | 7 de desembre, 1999  | Socorro              | LINEAR               |
| 71048 -         | 1999 XA87              | 7 de desembre, 1999  | Socorro              | LINEAR               |
| 71049 -         | 1999 XG88              | 7 de desembre, 1999  | Socorro              | LINEAR               |
| 71050 -         | 1999 XY88              | 7 de desembre, 1999  | Socorro              | LINEAR               |
| 71051 -         | 1999 XN89              | 7 de desembre, 1999  | Socorro              | LINEAR               |
| 71052 -         | 1999 XP91              | 7 de desembre, 1999  | Socorro              | LINEAR               |
| 71053 -         | 1999 XB93              | 7 de desembre, 1999  | Socorro              | LINEAR               |
| 71054 -         | 1999 XU93              | 7 de desembre, 1999  | Socorro              | LINEAR               |
| 71055 -         | 1999 XV93              | 7 de desembre, 1999  | Socorro              | LINEAR               |
| 71056 -         | 1999 XY95              | 9 de desembre, 1999  | Oizumi               | T. Kobayashi         |
| 71057 -         | 1999 XE96              | 7 de desembre, 1999  | Socorro              | LINEAR               |
| 71058 -         | 1999 XL96              | 7 de desembre, 1999  | Socorro              | LINEAR               |
| 71059 -         | 1999 XP96              | 7 de desembre, 1999  | Socorro              | LINEAR               |
| 71060 -         | 1999 XL98              | 7 de desembre, 1999  | Socorro              | LINEAR               |
| 71061 -         | 1999 XS98              | 7 de desembre, 1999  | Socorro              | LINEAR               |
| 71062 -         | 1999 XO99              | 7 de desembre, 1999  | Socorro              | LINEAR               |
| 71063 -         | 1999 XH101             | 7 de desembre, 1999  | Socorro              | LINEAR               |
| 71064 -         | 1999 XX103             | 8 de desembre, 1999  | Socorro              | LINEAR               |
| 71065 -         | 1999 XY105             | 11 de desembre, 1999 | Oizumi               | T. Kobayashi         |
| 71066 -         | 1999 XL106             | 4 de desembre, 1999  | Catalina             | CSS                  |
| 71067 -         | 1999 XX108             | 4 de desembre, 1999  | Catalina             | CSS                  |
| 71068 -         | 1999 XY109             | 4 de desembre, 1999  | Catalina             | CSS                  |
| 71069 -         | 1999 XB110             | 4 de desembre, 1999  | Catalina             | CSS                  |
| 71070 -         | 1999 XA112             | 7 de desembre, 1999  | Socorro              | LINEAR               |
| 71071 -         | 1999 XH112             | 10 de desembre, 1999 | Socorro              | LINEAR               |
| 71072 -         | 1999 XL112             | 10 de desembre, 1999 | Socorro              | LINEAR               |
| 71073 -         | 1999 XE113             | 11 de desembre, 1999 | Socorro              | LINEAR               |
| 71074 -         | 1999 XR115             | 5 de desembre, 1999  | Catalina             | CSS                  |
| 71075 -         | 1999 XB117             | 5 de desembre, 1999  | Catalina             | CSS                  |
| 71076 -         | 1999 XV117             | 5 de desembre, 1999  | Catalina             | CSS                  |
| 71077 -         | 1999 XZ117             | 5 de desembre, 1999  | Catalina             | CSS                  |
| 71078 -         | 1999 XF118             | 5 de desembre, 1999  | Catalina             | CSS                  |
| 71079 -         | 1999 XO118             | 5 de desembre, 1999  | Catalina             | CSS                  |
| 71080 -         | 1999 XD119             | 5 de desembre, 1999  | Catalina             | CSS                  |
| 71081 -         | 1999 XL119             | 5 de desembre, 1999  | Catalina             | CSS                  |
| 71082 -         | 1999 XV120             | 5 de desembre, 1999  | Catalina             | CSS                  |
| 71083 -         | 1999 XO121             | 5 de desembre, 1999  | Catalina             | CSS                  |
| 71084 -         | 1999 XQ121             | 5 de desembre, 1999  | Catalina             | CSS                  |
| 71085 -         | 1999 XX122             | 7 de desembre, 1999  | Catalina             | CSS                  |
| 71086 -         | 1999 XT125             | 7 de desembre, 1999  | Catalina             | CSS                  |
| 71087 -         | 1999 XV127             | 13 de desembre, 1999 | Ondřejov             | P. Kušnirák          |
| 71088 -         | 1999 XK129             | 12 de desembre, 1999 | Socorro              | LINEAR               |
| 71089 -         | 1999 XH132             | 12 de desembre, 1999 | Socorro              | LINEAR               |
| 71090 -         | 1999 XW132             | 12 de desembre, 1999 | Socorro              | LINEAR               |
| 71091 -         | 1999 XN133             | 12 de desembre, 1999 | Socorro              | LINEAR               |
| 71092 -         | 1999 XO133             | 12 de desembre, 1999 | Socorro              | LINEAR               |
| 71093 -         | 1999 XW133             | 12 de desembre, 1999 | Socorro              | LINEAR               |
| 71094 -         | 1999 XZ133             | 12 de desembre, 1999 | Socorro              | LINEAR               |
| 71095 -         | 1999 XM134             | 12 de desembre, 1999 | Socorro              | LINEAR               |
| 71096 -         | 1999 XR136             | 13 de desembre, 1999 | Fountain Hills       | C. W. Juels          |
| 71097 -         | 1999 XQ137             | 3 de desembre, 1999  | Anderson Mesa        | LONEOS               |
| 71098 -         | 1999 XV137             | 11 de desembre, 1999 | Uccle                | T. Pauwels           |
| 71099 -         | 1999 XQ138             | 5 de desembre, 1999  | Kitt Peak            | Spacewatch           |
| 71100 -         | 1999 XV139             | 2 de desembre, 1999  | Kitt Peak            | Spacewatch           |